# Луї Башельє
Луї Жан-Батист Альфонс Башельє (фр. Louis Jean-Baptiste Alphonse Bachelier; 11 березня 1870 — 28 квітня 1946) — французький математик. Він вважається першою людиною, якій вдалося змоделювати броунівський рух, що стало частиною його дисертації «Теорія спекуляцій», (The Theory of Speculation) опублікованої в 1900 році.
Його дисертація, в якій обговорюється використання броунівського руху для розрахунку цін опціонів, стала історично першою статтею, яка використала складну математичну техніку в теорії фінансів.

## Біографія
Його батько був торговцем вином і вченим-аматором, а також віце-консулом Венесуели в Гаврі. Мати була дочкою великого банкіра.

Зі смертю обох батьків у 1889 році щаслива юність різко закінчилася. Луї, якому виповнилося 19 років, був змушений перервати навчання і почати працювати в сімейному бізнесі, піклуючись про свою сестру і трирічного брата. Протягом цього часу Башельє познайомився практично з роботою фінансових ринків. Незабаром його призвали на військову службу.
Продовжити освіту Башельє зміг лише у віці 22 років. Він вступив до Паризького університету як студент-математик, оскільки доступ до цього навчального закладу був відкритий для всіх випускників середньої школи. Не маючи гарної підготовки, Луї вчився посередньо.
До 1900 Башельє писав дисертацію «Теорія Спекуляцій» про спекуляції на фінансових ринках під кураторством Анрі Пуанкаре. Це була новаторська робота, яка представляла фінансові ринки як гру випадку, описувала математику випадкових блукань ринків. Наукове співтовариство не прийняло ідеї Башельє і дисертацію не оцінили на відмінну оцінку.
Башельє жив на наукові гранти та в 1909 йому дозволили безкоштовно читати лекції в університеті.
1914 Башельє призвали в Армію.